# لانج فرانس
لانج فرانس (بالهولندية: Lange Frans) هو مذيع ومقدم تلفزيوني هولندي، ولد في 12 نوفمبر 1980 في أمستردام في هولندا.

## وصلات خارجية
- الموقع الرسمي
- لانج فرانس على موقع IMDb (الإنجليزية)
- لانج فرانس على موقع ميوزك برينز (الإنجليزية)
- لانج فرانس على موقع ديسكوغز (الإنجليزية)
- لانج فرانس على موقع ديسكوغز (الإنجليزية)